# Bowmaniella portoricensis
Bowmaniella portoricensis är en kräftdjursart som beskrevs av Mihai Bacescu 1968. Bowmaniella portoricensis ingår i släktet Bowmaniella och familjen Mysidae. Inga underarter finns listade i Catalogue of Life.